# La Croissanterie
La Croissanterie est une chaîne de sandwicherie et de restauration rapide française. Elle a été créée en 1977 par Jean-Luc Bret. En 2022, l'enseigne compte 265 points de vente dont 85 % de franchisés en France et 20 % dans d'autres pays, en Afrique[source insuffisante].

## Histoire
En 1977, Jean-Luc Bret ouvre sa première boutique passage du Havre à Paris, où il vend des croissants, et produit des croissants au jambon à partir de 1978[source insuffisante].
En 1979, une deuxième boutique ouvre à Paris, puis d'autres dans des centres commerciaux, d'abord en Ile-de-France. Ensuite, la marque ouvre des points de vente en Irlande en 1983, au Portugal et en Italie en 1988, et en Belgique en 2008.

## Magasins et produits
Les restaurants La Croissanterie sont situés sur les aires d’autoroute et dans les centres commerciaux, ainsi que dans les gares et en centre-ville. Ils proposent de la vente sur place et à emporter.